# Atretochoana eiselti
Genre
Espèce
Synonymes
- Typhlonectes eiselti Taylor, 1968

Statut de conservation UICN

 DD  : Données insuffisantes
Atretochoana eiselti, unique représentant du genre Atretochoana, est une espèce de gymnophiones de la famille des Typhlonectidae.

## Répartition
Cette espèce est endémique du Brésil. Elle se rencontre au Pará et au Rondônia.
Sa présence en Bolivie est incertaine.

## Description
L'amphibien tire sa popularité de sa ressemblance frappante avec le pénis humain,,, ce qui lui vaut le surnom de « serpent pénis ». L'espèce atteint une longueur de 75 cm.
Jusqu'en 2011, il n'y avait que deux spécimens connus. En 2013, d'autres individus ont été découverts dans le rio Madeira, un affluent de l'Amazone.

## Étymologie
Cette espèce est nommée en l'honneur de Josef Eiselt.

## Publications originales
- Nussbaum & Wilkinson, 1995 : A new genus of lungless tetrapod: a radically divergent caecilian (Amphibia: Gymnophiona). Proceedings of the Royal Society of London, Series B, Biological Sciences, vol. 261, p. 331-335.
- Taylor, 1968 : The Caecilians of the World: A Taxonomic Review. Lawrence, University of Kansas Press.